# Nomia universitatis
Nomia universitatis är en biart som beskrevs av Cockerell 1908. Nomia universitatis ingår i släktet Nomia och familjen vägbin. Inga underarter finns listade i Catalogue of Life.

## Bildgalleri

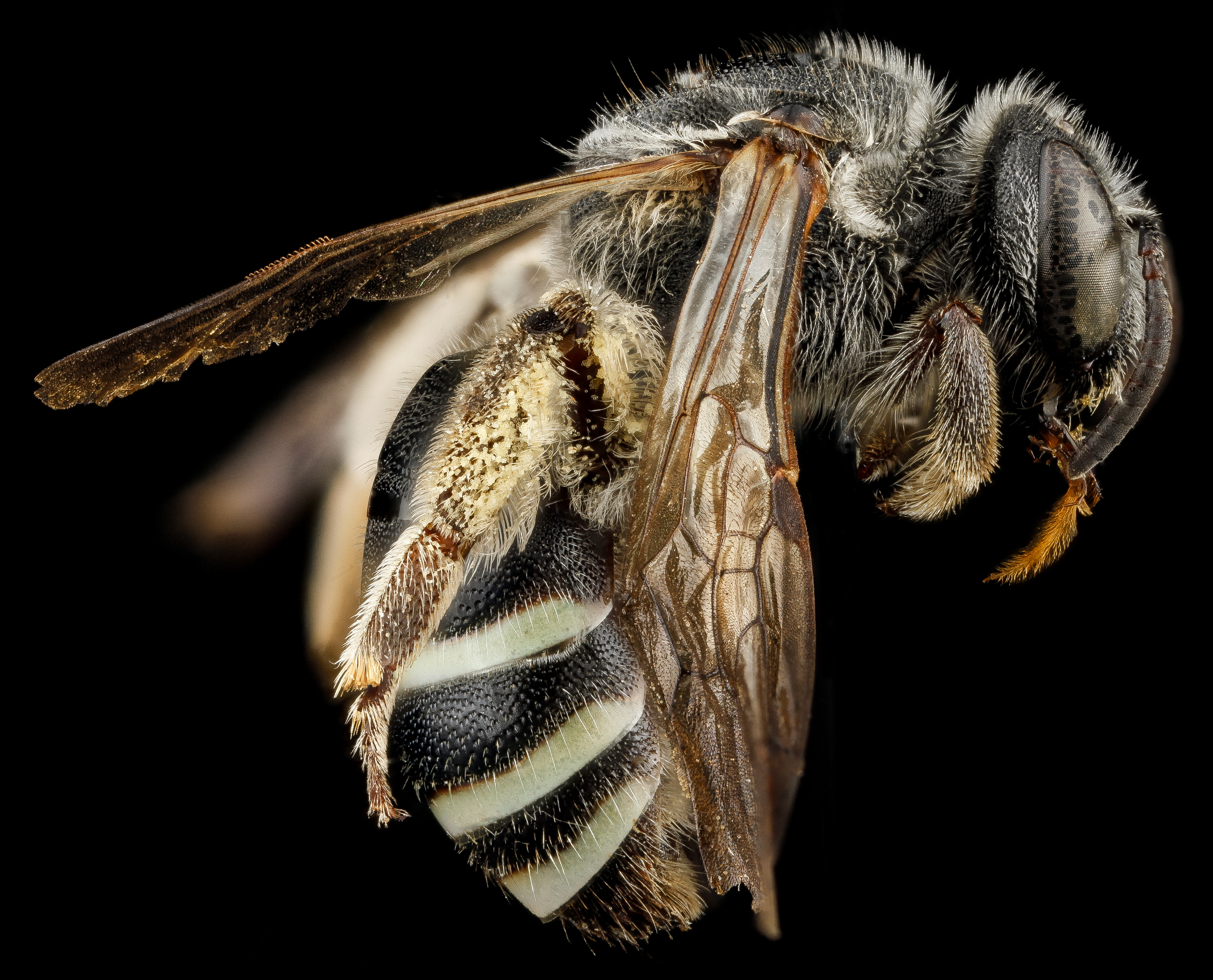
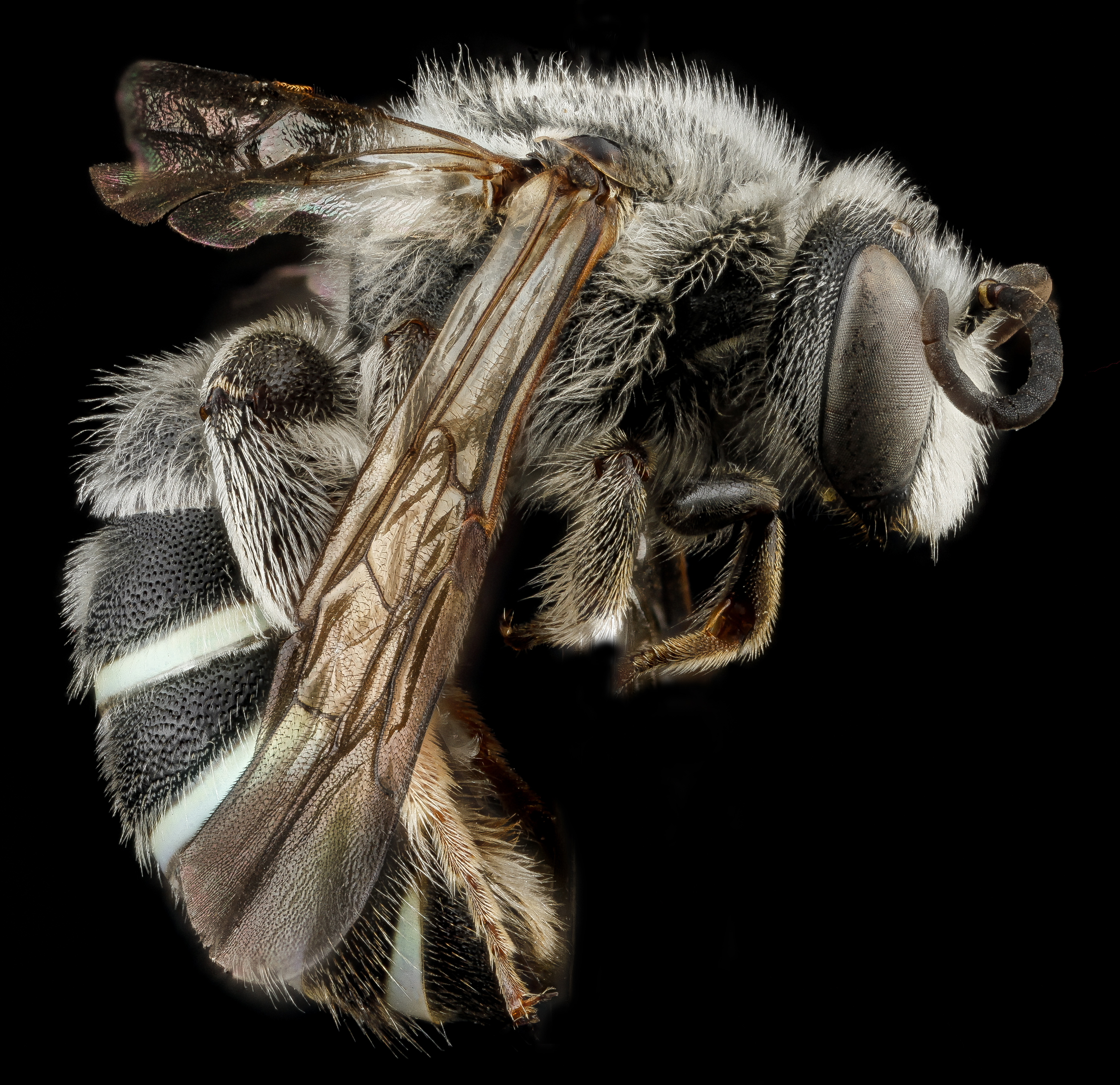
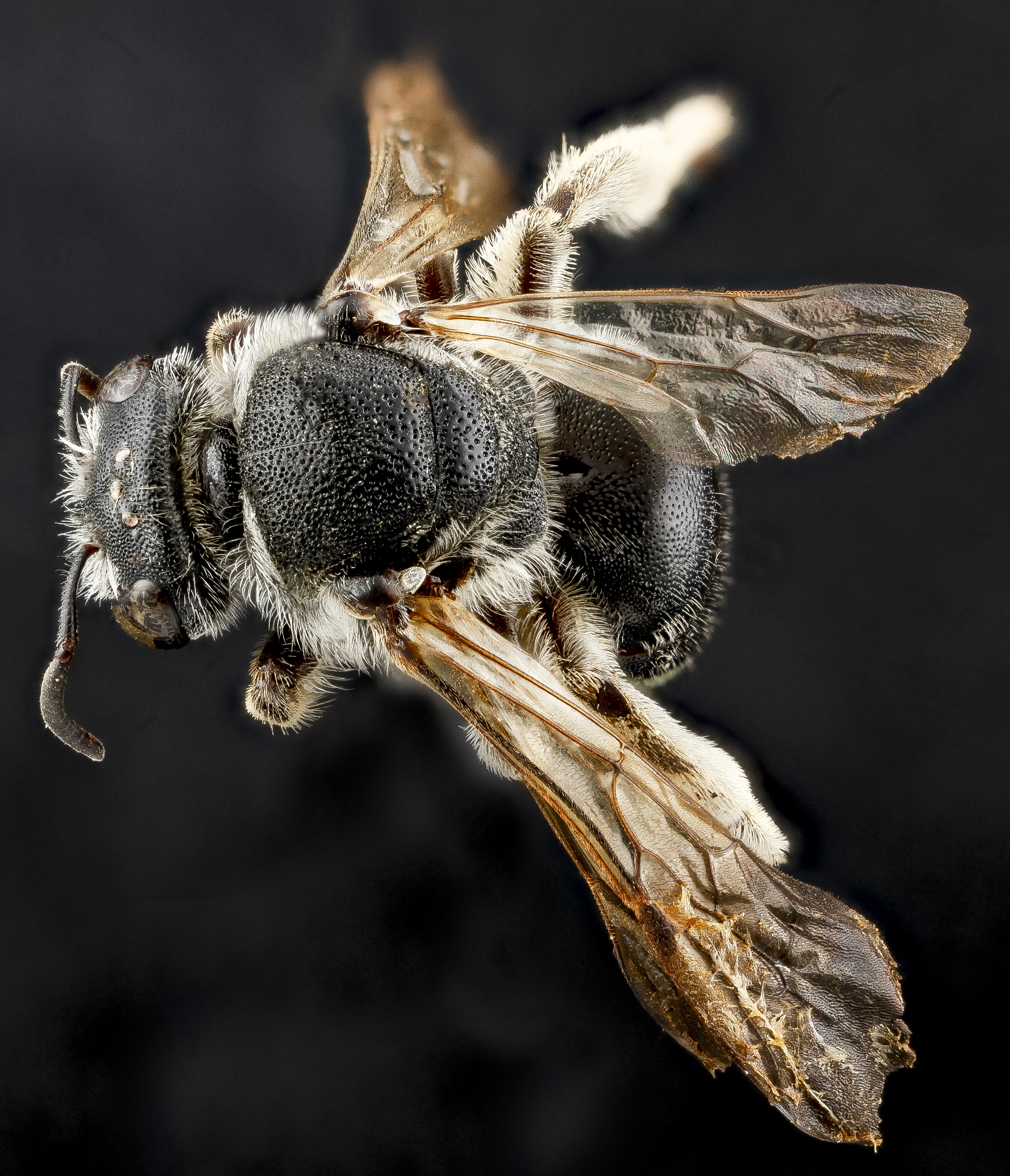
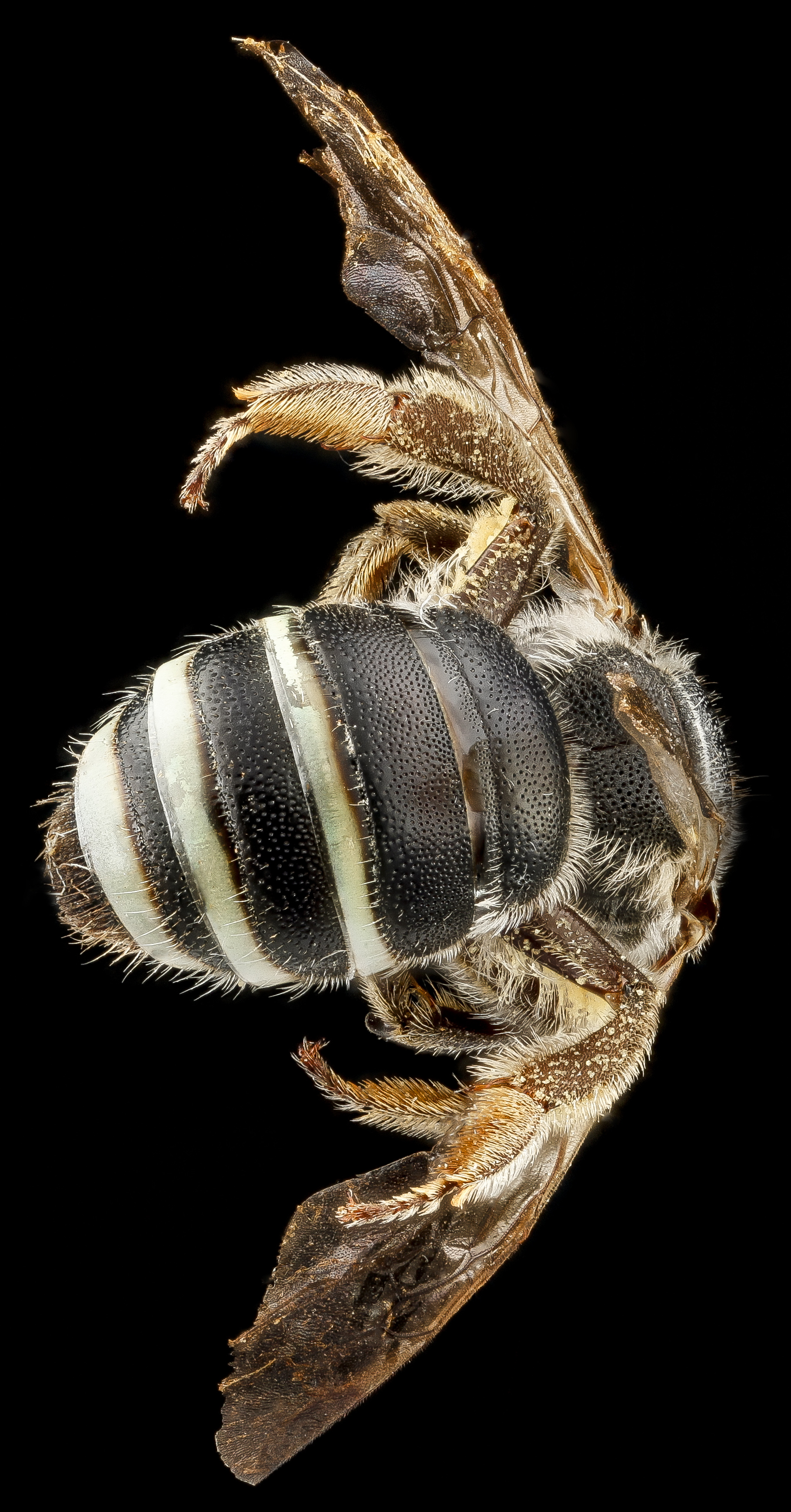
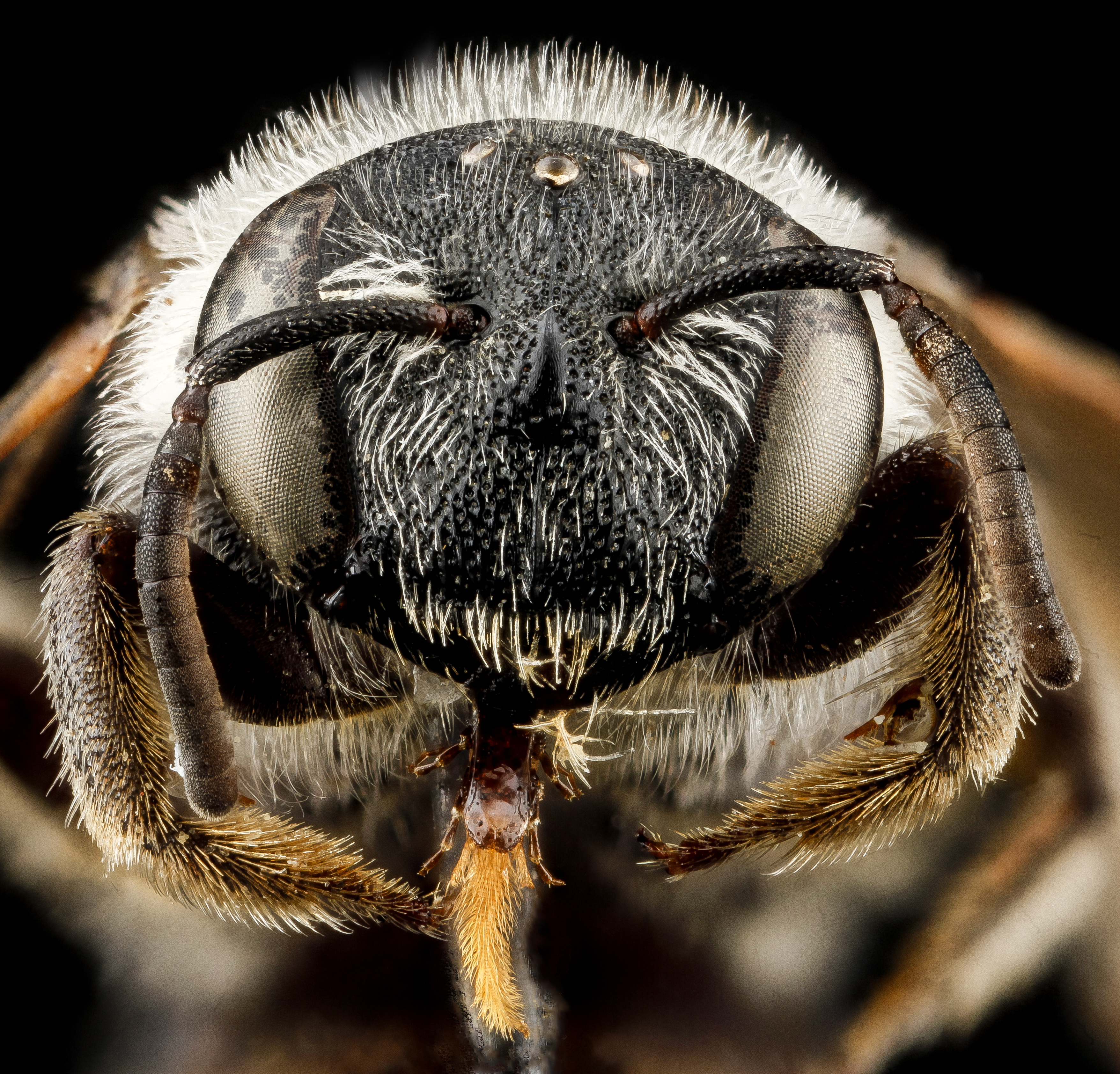
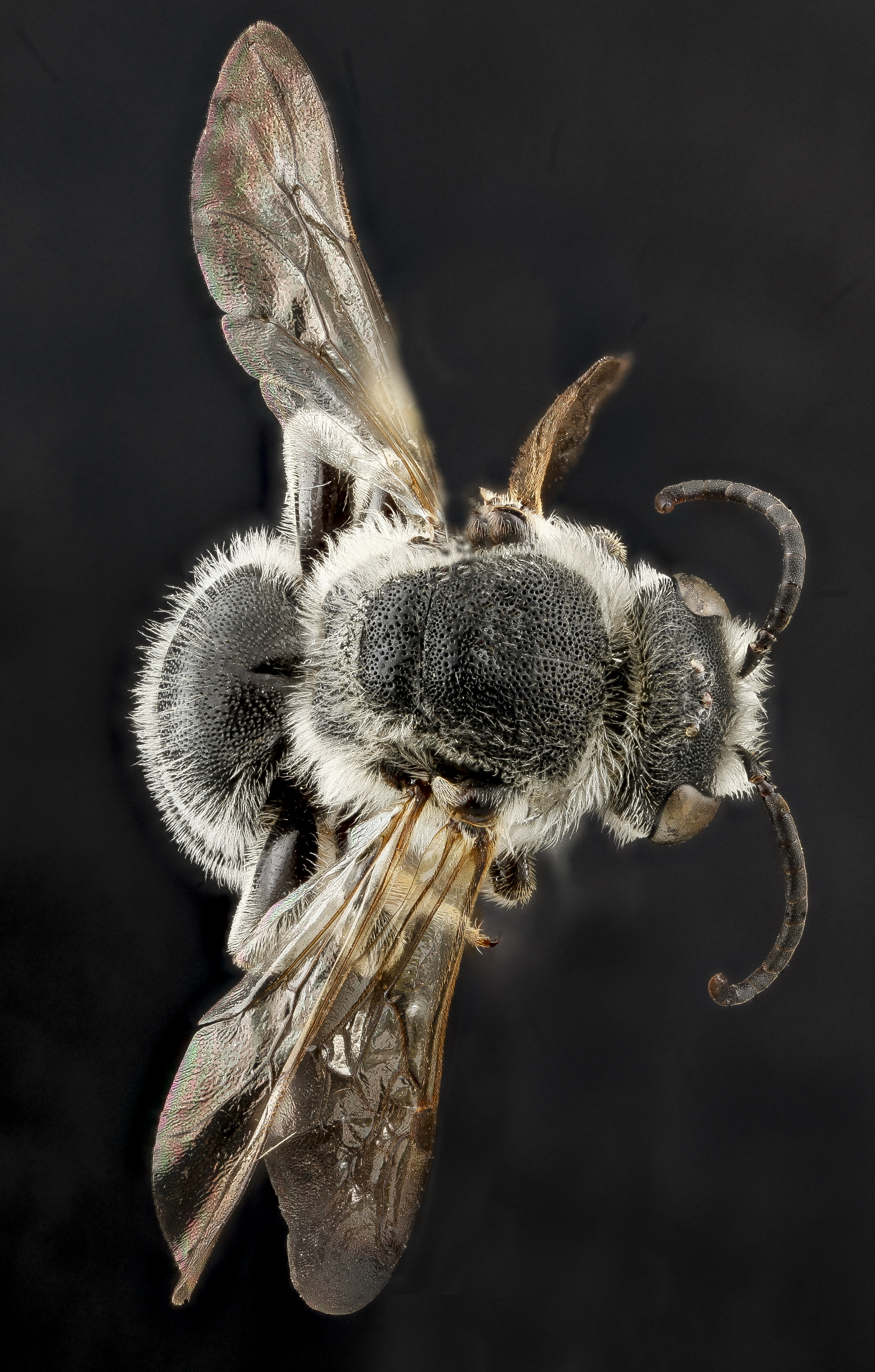